# Ituiutaba (tiểu vùng)
Ituiutaba là một tiểu vùng thuộc bang Minas Gerais, Brasil. Tiều vùng này có diện tích 8728 km², dân số năm 2007 là 132706 người.